# Andrea Feldman
Andrea Feldman (New York, 1º aprile 1948 – New York, 8 agosto 1972) è stata un'attrice statunitense.
Si è suicidata a soli 24 anni.

## Filmografia
- Imitation of Christ, regia di Andy Warhol (1967)
- **** (Four Stars), regia di Andy Warhol (1967)
- Cleopatra, regia di Michel Auder (1970)
- Trash - I rifiuti di New York (Trash), regia di Paul Morrissey (1970)
- Calore (Heat), regia di Paul Morrissey (1972)